# Dassault Communauté
Dassault MD.415 Communauté  — французький двомоторний турбогвинтовий моноплан 1950-х років. Належить до категорії легких транспортних літаків. Було виготовлено один прототип для цивільної авіації та один для військової авіації. В політ піднявся лише прототип цивільного літака. 

## Розробка
Компанія Dassault вела розробку легкого транспортного літака з 1957 року, як відповідь на оголошений у 1954 році конкурс на побудову легкого транспортного літака багатоцільового призначення. Літаку було присвоєно цифрове позначення MD.415, дещо пізніше літаку було дано назву фр. Communauté  (у перекладі  — спільнота). Літак мав стати потенційною заміною літака Flamant, як командно-транспортний або літак медичного призначення. За компонувальною схемою літак Communauté  — вільнонесучий низькоплан з триколісним шасі, що прибиралось в середину. У салоні літака окрім двох членів екіпажу розміщувались до десяти пасажирів. Силова установка літака: два змонтованих на крилах турбогвинтових двигуна Turbomeca Bastan. прототип мав бортовий номер  — F-WJDN. Перший політ літак здійснив 10 травня 1959 року.

## Варіанти
- MD.415 Communauté — прототип, легкий транспортний літак цивільного призначення, збудовано в одному екземплярі.
- MD.410 Spirale — прототип, легкий транспортний літак військового призначення, збудовано в одному екземплярі.
- MD.455 Spirale III — запропонований варіант високоплану, не був збудований.

## Технічні характеристики

### Dassault MD.415 Communauté
Джерело: The Illustrated Encyclopedia of Aircraft (Part Work 1982-1985), 1985, Orbis Publishing, ст. 1315-1316
Основні характеристики
- Екіпаж: 2 людини
- Пасажиромісткість: 6-10 пасажирів
- Довжина: 13,00 м (42 футів 7 ¾ дюйма)
- Висота: 4,31 м (14 футів 1 ¾ дюйма)
- Розмах крила: 16,43 м (53 футів 10 ¾ дюйма)

- Площа крила: 36 м² (387,51 футів²)
- Маса спорядженого: 5 900 кг (13 007 фунтів)
- Силова установка: 2 × турбогвинтових Turbomeca Bastan  1000 к.с. ( 746 кВт)

Льотні характеристики
- Практична дальність: 2500 км (1553 миль)